# Victória Albuquerque
Victória Kristine Albuquerque de Miranda (Brasilia, Brasil; 14 de marzo de 1998), conocida como Victória, es una futbolista profesional brasileña. Juega como mediocampista y su actual equipo es el Corinthians de la primera división del Brasileirão Femenino. Es internacional con la selección de Brasil.

## Estadísticas

### Clubes
| Club              | País   | Año           |
| ----------------- | ------ | ------------- |
| ASCOOP            | Brasil | 2013          |
| Minas ICESP       | Brasil | 2015-2018     |
| Audax (préstamo)  | Brasil | 2018          |
| Lusaca (préstamo) | Brasil | 2018          |
| Corinthians       | Brasil | 2018-presente |

## Palmarés

### Títulos nacionales
| Título              | Club        | País   | Año  |
| ------------------- | ----------- | ------ | ---- |
| Campeonato Paulista | Corinthians | Brasil | 2019 |

### Títulos internacionales
| Título            | Club        | País    | Año  |
| ----------------- | ----------- | ------- | ---- |
| Copa Libertadores | Corinthians | Ecuador | 2019 |

(*) Incluyendo la Selección